# Isolepis distigmatosa
Isolepis distigmatosa là loài thực vật có hoa trong họ Cói. Loài này được (C.B.Clarke) Edgar mô tả khoa học đầu tiên năm 1987.